# Hans-Albrecht Koch
Hans-Albrecht Koch (* 21. Juli 1946 in Lübeck) ist ein deutscher Germanist,  Hochschullehrer und Bibliothekar.

## Biografie
Koch studierte klassische Philologie, Germanistik, Archäologie, Geschichte und Philosophie. Er promovierte 1970 an der Eberhard-Karls-Universität Tübingen  zum Dr. phil. Koch war von 1970 bis 1971 wissenschaftlicher Assistent, 1972 Lehrbeauftragter an der Universität Würzburg. Von 1972 bis 1974 absolvierte er ein Bibliotheksreferendariat an der Landesbibliothek und Murhardschen Bibliothek der Stadt Kassel sowie an der Bibliotheksschule in Frankfurt am Main. 1974 wurde Koch Bibliotheksrat an der Pfälzischen Landesbibliothek Speyer, 1977 Dozent an der Bibliotheksschule in Frankfurt. Ab 1979 war er stellvertretender Direktor der Universitätsbibliothek der Freien Universität Berlin, ab 1980 zugleich Lehrbeauftragter an der FU Berlin.
Von 1982 bis 1992 war Koch Direktor der Staats- und Universitätsbibliothek Bremen. Hier reorganisierte er die damalige Organisation der Bibliothek und reduzierte den Personalbestand von 250 auf 150 Stellen. Außerdem führte er die Datenverarbeitung ein. Seit 1983 war er Honorarprofessor an der FU Berlin. Von Mai bis  September 1992 wechselte Koch an die Bibliothek der neuen Europa-Universität Viadrina in Frankfurt/Oder, „… als ‚Aufbauhilfe‘ Bremens für Frankfurt“.
Nach seiner Rückkehr nach Bremen war er ab 1992 als Professor für deutsche und vergleichende Literaturgeschichte an der Universität Bremen tätig; seit 1995 zudem auch Honorarprofessor an der Humboldt-Universität zu Berlin.
Im Ausland lehrte er u. a. an der Università degli Studi di Milano, der Universität La Sapienza (Rom) und der Università del Salento (Lecce). Nebenamtlich war er viele Jahre Sekretär der „Ligue des Bibliothèques Européennes de Recherche“ (LIBER), für die er auch die Zeitschriften LIBER  Bulletin und European Research Libraries Cooperation (ERLC) herausgab.
Seine Forschungsgebiete sind u. a. Goethe und die Goethezeit; Singspiele und Libretti; Matthias Claudius; Hugo von Hofmannsthal, zu dem er mehrere Buchveröffentlichungen vorlegte, u. a. zwei historisch-kritische Editionen zu Die Frau ohne Schatten und Arabella (beide S. Fischer) und eine Biographie (dtv, auch in ital. Übers.), Rudolf Alexander Schröder, zu dem er 2012 in Bremen eine internationale Tagung veranstaltete; Literarische Übersetzung; Enzyklopädien und Lexika. Er legte auch eine Einführung in die Neuere deutsche Literaturwissenschaft vor.
Er war Mitherausgeber der Deutschen Biographischen Enzyklopädie. Außerdem war er an mehreren internationalen Ausstellungen und den zugehörigen Katalogen als Autor und Herausgeber beteiligt: Auf den Spuren der Entdecker: Johann Georg Kohl / Progress of Discovery, Library of Congress, Washington D.C. 1963; Der Silberschatz der Compagnie der Schwarzen Häupter aus Riga, Roselius-Haus, Bremen 1997; Spiegel der Welt; Handschriften und Bücher aus drei Jahrtausenden, Fondation Martin Bodmer Cologny. Die Ausstellung wurde 2000–2001 auch im Schiller-Nationalmuseum, Marbach a.N., sowie in New York und Dresden gezeigt.
Er gehörte ferner dem Auswahlausschuss der Studienstiftung des deutschen Volkes an. Als Gutachter war er u. a. für die Kulturstiftung der Länder tätig.
Seit 2012 ist er im Ruhestand.

## Ehrungen
2016 wurde er geehrt mit der Festschrift Philologia sanat (Hrsg.): Gabriella Rovagnati, Peter Sprengel. Lang, Berlin / Frankfurt am Main, ISBN 978-3-631-67695-0.

## Schriften (Auswahl)
- Homo mensura. Studien zu Protagoras und Gorgias. Dissertation Universität Tübingen 1970.

- Das deutsche Singspiel. Metzler, Stuttgart 1974, ISBN 3-476-10133-9.

- (zus. mit Uta Koch): Hugo von Hofmannsthal. Bibliographie 1964–1976 (= Hofmannsthal-Forschungen. Bd. 4). Freiburg i.Br. 1976.

- (zus. mit Alfred Estermann): Deutsche Literatur in Titelblättern. Reproduktionen aus Büchern der Stadt- und Universitätsbibliothek Frankfurt am Main. Saur, München 1978, ISBN 3-7940-7058-5.

- (Mit-Hrsg.): Internationale germanistische Bibliographie. Saur, Paris 1981–1984.
- (Mitbearb.): Deutscher biographischer Index. Teil 1–4. Saur, München 1986, ISBN 3-598-30432-3.

- Hugo von Hofmannsthal (= Erträge der Forschung. Bd. 265). Wissenschaftliche Buchgesellschaft, Darmstadt 1989, ISBN 3-534-07776-8.

- (Mit-Hrsg.): Welt der Information. Wissen und Wissensvermittlung in Geschichte und Gegenwart. Metzler, Stuttgart 1990, ISBN 3-476-00689-1.

- (Mit-Hrsg.): Grenzfrevel. Rechtskultur und literarische Kultur (= Abhandlungen zur Kunst-, Musik- und Literaturwissenschaft. Bd. 401). Bouvier, Bonn 1998, ISBN 3-416-02779-5.

- Hugo von Hofmannsthal. Deutscher Taschenbuch-Verlag, München 2004, ISBN 3-423-31018-9.

- (Mit-Hrsg.): Rilke-Perspektiven: „aus einem Wesen hinüberwandelnd in ein nächstes“. Bücken & Sulzer, Overath 2004, ISBN 3-936405-16-6.

- Neuere deutsche Literaturwissenschaft. Eine praxisorientierte Einführung für Anfänger. 2. Auflage. Wissenschaftliche Buchgesellschaft, Darmstadt 2004, ISBN 3-534-13172-X.

- Die Universität. Geschichte einer europäischen Institution. Wissenschaftliche Buchgesellschaft, Darmstadt 2008, ISBN 978-3-534-19037-9.

- (Hrsg.): Textmetamorphosen. Literarische Werke in neuem Gewand (= Beiträge zur Text-, Überlieferungs- und Bildungsgeschichte. Bd. 2). Lang, Berlin 2012, ISBN 978-3-631-63277-2.

- (Mit-Hrsg.): Ältere Konversationslexika und Fachenzyklopädien.  Beiträge zur Geschichte von Wissensüberlieferung und Mentalitätsbildung (= Beiträge zur Text-, Überlieferungs- und Bildungsgeschichte. Bd. 1). Lang, Berlin 2013, ISBN 978-3-631-62341-1.

- (Hrsg.): Rudolf Alexander Schröder (1878–1962) (= Beiträge zur Text-, Überlieferungs- und Bildungsgeschichte. Bd. 4). Lang, Berlin 2013, ISBN 978-3-631-64889-6.

- (Hrsg.): Rudolf Alexander Schröder und Ernst Zinn. Briefwechsel 1934–1961. Kommentierte Edition (= Beiträge zur Text-, Überlieferungs- und Bildungsgeschichte. Bd. 8). Lang, Berlin 2020, ISBN 978-3-631-79354-1.

- Von Musen und Musik. Zu Oper, Libretto und Singspiel. Lang, Berlin 2021, ISBN 978-3-631-83658-3.